# Solidifikace
Solidifikace je technologický proces úpravy odpadů, spočívající v jejich stabilizaci vhodnými přísadami, které sníží možnost vyluhování nebezpečných prvků a sloučenin z matrice odpadu. Solidifikací dochází ke snížení rizikovosti odpadu vůči životnímu prostředí. Úprava nebo stabilizace jednotlivých odpadů se provádí v ručním nebo automatickém provozu. Proces probíhá v rotorové míchačce s přesně dávkovaným množstvím odpadu, stabilizačních činidel, vody a ostatních materiálů dle individuálních receptur. Výsledný produkt úpravy nebo stabilizace je znovu upravován nebo stabilizován či odvezen ke konečnému využití nebo odstranění.